# Меморіальний музей архітектора В. Г. Заболотного
Меморіа́льний музе́й архіте́ктора В. Г. Заболо́тного — музейне зібрання, присвячене життю й діяльності видатного українського архітектора Володимира Заболотного. Займає колишній будинок родини Заболотних у місті Переяславі.

## Історія
Одноповерховий будинок-особняк із шести кімнат, в якому розміщується музей, був побудований у 1911 році за проектом батька В. Г. Заболотного і зберігся без істотних змін. У ньому проходили дитячі та юнацькі роки майбутнього майстра української архітектури. Особняк перебував у приватній родинній власності аж до смерті В. Г. Заболотного у 1962 році. Невдовзі по тому дружина архітектора Зінаїда Миколаївна Заболотна згідно з волею чоловіка подарувала будинок місту. Володимир Заболотний припускав, що приміщення буде використане для розширення експозиції місцевого історичного музею, але директор музею Михайло Сікорський вирішив присвятити особняк безпосередньо пам'яті зодчого.
З. М. Заболотна передала майбутньому музею особисті речі чоловіка і значну кількість творів мистецтва. Відкриття меморіального музею В. Г. Заболотного відбулося у жовтні 1962 року.

## Музейна експозиція
У меморіальній експозиції містяться близько двох тисяч експонатів основного фонду. Вони висвітлюють творчість і наукову діяльність В. Г. Заболотного, відображають його колекціонерські уподобання.
Серед матеріалів, що репрезентують Володимира Заболотного як архітектора, особливо виділяються макет його найвідомішого твору — будівлі Верховної Ради України, а також написані олією на полотнах перспективи Хрещатика — складова частина нереалізованого конкурсного проекту повоєнної відбудови головної вулиці Києва.
У музейному зібранні — родинні документи, світлини, раритетні видання. Музею належить бібліотека В. Г. Заболотного, що нараховує понад 5000 томів. Тут містяться також зібрані зодчим твори мистецтва, серед них роботи таких художників і скульпторів, як І. Труш, О. Шовкуненко, П. Трубецькой, І. Кавалерідзе та ін.